# ASPTT Mulhouse
ASPTT Mulhouse ist ein französischer Volleyballverein aus Mülhausen, dessen erste Frauenmannschaft in der höchsten nationalen Liga und im Europapokal spielt.

## Geschichte
1974 entstand die weibliche Volleyball-Abteilung beim ASPTT Mulhouse. 1992 stieg der Verein in die erste französische Liga (Pro A) auf. 1998 wurde das Team Vizemeister und gewann die Bronzemedaille im CEV Cup. 1999 belegte die Mannschaft ebenso den zweiten Platz in der nationalen Liga wie von 2007 bis 2012 in jeder Saison. Außerdem erreichte sie 2000, 2009, 2010 und 2012 das Pokalfinale und unterlag jeweils dem RC Cannes. 2017 kam Mulhouse als Erster der Hauptrunde in die Playoffs und erreichte mit Siegen gegen Saint-Cloud Paris Stade Français und RC Cannes das Endspiel. Mit einem 3:2 gegen Rocheville Le Cannet wurde die Mannschaft erstmals französischer Meister und gewann im folgenden Jahr auch den Supercup der Spielzeit 2016/17. Damit qualifizierte sich ASPTT Mulhouse für die Champions League 2017/18. In der Vorrunde spielten die Französinnen gegen CS Volei Alba-Blaj, KS Developres Rzeszów und VBC Voléro Zürich, schieden jedoch als Gruppenletzter mit nur einem Sieg aus dem Wettbewerb aus.
Von 2021 bis 2023 stand der Sportclub jedes Mal im Finale der Meisterschaft. Im ersten dieser drei Spieljahre gelang das Triple aus Landesmeistertitel, Pokal- und Supercupsieg.